# DeLisle, Mississippi
DeLisle, Mississippi (енгл. DeLisle) насељено је место без административног статуса у америчкој савезној држави Мисисипи.

## Демографија
По попису из 2010. године број становника је 1.147.
| Група             | 2000.    | 2010.       |
| Белци             | 0 (0,0%) | 612 (53,4%) |
| Афроамериканци    | 0 (0,0%) | 468 (40,8%) |
| Азијати           | 0 (0,0%) | 12 (1,0%)   |
| Хиспаноамериканци | 0 (0,0%) | 27 (2,4%)   |
| Укупно            | 0        | 1.147       |